# Droga krajowa B492 (Niemcy)
Droga krajowa 492 (niem. Bundesstraße 492) – niemiecka droga krajowa przebiegająca na osi północ-południe i jej pierwsza część jest połączeniem drogi B28 w Blaubeuren z Ehingen (Donau), a druga przedłużeniem drogi B19 od skrzyżowania z A7 do Hermaringen w  Dolnej Saksonii.
Droga, jest oznakowana jako B492 od początku lat 70. XX w. (część 1.). Przebieg części 2. wyznaczono w latach 80. XX w. po ukończeniu prac nad A7.
Planowane jest przedłużenie części drugiej do drogi B16 w Gundelfingen an der Donau.